# Boštjan Zagorac
Boštjan Zagorac, slovenski politik, poslanec, * 23. september 1973, Maribor.
Boštjan Zagorac, član Slovenske nacionalne stranke, je bil leta 2004 izvoljen v Državni zbor Republike Slovenije; v tem mandatu je bil član naslednjih delovnih teles:
- Odbor za kmetijstvo, gozdarstvo in prehrano,
- Odbor za notranjo politiko, javno upravo in pravosodje,
- Komisija za odnose s Slovenci v zamejstvu in po svetu in
- Preiskovalna komisija za ugotovitev politične odgovornosti nosilcev javnih funkcij v zvezi z domnevnim oškodovanjem državnega premoženja pri prodaji deležev Kapitalske družbe d.d. in Slovenske odškodninske družbe d. d. v gospodarskih družbah in sicer tako da zajema preiskava vse prodaje ki so sporne z vidika skladnosti z zakoni in drugimi predpisi ter z vidikov preglednosti in gospodarnosti (namestnik člana).

6. januarja 2008 je skupaj z Barbaro Žgajner Tavš, Sašom Pečetom in Bogdanom Barovičem protestno izstopil iz poslanske skupine SNS ter vstopil v novo poslansko skupino Lipa.